# David di Donatello 2018
La cerimonia di premiazione della 63ª edizione dei David di Donatello si è svolta il 21 marzo 2018 presso gli Studi De Paolis di via Tiburtina a Roma ed è stata condotta da Carlo Conti e trasmessa su Rai 1.
A presentare i candidati durante la serata è stata la voce del doppiatore Roberto Pedicini.
Le candidature sono state annunciate il 14 febbraio 2018. I film che hanno ottenuto il maggior numero di candidature sono stati Ammore e malavita, con 15 candidature e risultato anche il più premiato con 5 statuette, e Napoli velata con 11 candidature.

## Vincitori e candidati
I vincitori sono indicati in grassetto, a seguire gli altri candidati.
Miglior film
- Ammore e malavita, regia di Manetti Bros.
- A Ciambra, regia di Jonas Carpignano
- Gatta Cenerentola, regia di Alessandro Rak, Ivan Cappiello, Marino Guarnieri, Dario Sansone
- La tenerezza, regia di Gianni Amelio
- Nico, 1988, regia di Susanna Nicchiarelli

Miglior regista
- Jonas Carpignano - A Ciambra
- Manetti Bros. - Ammore e malavita
- Gianni Amelio - La tenerezza
- Ferzan Özpetek - Napoli velata
- Paolo Genovese - The Place

Miglior regista esordiente
- Donato Carrisi - La ragazza nella nebbia
- Cosimo Gomez - Brutti e cattivi
- Roberto De Paolis - Cuori puri
- Andrea Magnani - Easy - Un viaggio facile facile
- Andrea De Sica - I figli della notte

Migliore sceneggiatura originale
- Susanna Nicchiarelli - Nico, 1988
- Jonas Carpignano - A Ciambra
- Manetti Bros., Michelangelo La Neve - Ammore e malavita
- Donato Carrisi - La ragazza nella nebbia
- Francesco Bruni - Tutto quello che vuoi

Migliore sceneggiatura adattata
- Fabio Grassadonia e Antonio Piazza - Sicilian Ghost Story
- Barbara Alberti, Davide Barletti, Lorenzo Conte, Carlo D'Amicis - La guerra dei cafoni
- Gianni Amelio, Alberto Taraglio - La tenerezza
- Paolo Genovese, Isabella Aguilar - The Place
- Paolo e Vittorio Taviani - Una questione privata

Migliore produttore
- Luciano Stella e Maria Carolina Terzi per Mad Entertainment e Rai Cinema - Gatta Cenerentola
- Stayblack Productions, Jon Copolon, Paolo Carpignano, Rai Cinema - A Ciambra
- Carlo Macchitella, Manetti Bros. con Rai Cinema - Ammore e malavita
- Marta Donzelli e Gregorio Paonessa per Vivo film, con Rai Cinema, Joseph Rouschop e Valérie Bournonville per Tarantula - Nico, 1988
- Domenico Procacci, Matteo Rovere con Rai Cinema - Smetto quando voglio - Masterclass e Smetto quando voglio - Ad honorem

Migliore attrice protagonista
- Jasmine Trinca - Fortunata
- Paola Cortellesi - Come un gatto in tangenziale
- Valeria Golino - Il colore nascosto delle cose
- Giovanna Mezzogiorno - Napoli velata
- Isabella Ragonese - Sole cuore amore

Migliore attore protagonista
- Renato Carpentieri - La tenerezza
- Antonio Albanese - Come un gatto in tangenziale
- Alessandro Borghi - Napoli velata
- Valerio Mastandrea - The Place
- Nicola Nocella - Easy - Un viaggio facile facile

Migliore attrice non protagonista
- Claudia Gerini - Ammore e malavita
- Sonia Bergamasco - Come un gatto in tangenziale
- Anna Bonaiuto - Napoli velata
- Giulia Lazzarini - The Place
- Micaela Ramazzotti - La tenerezza

Migliore attore non protagonista
- Giuliano Montaldo - Tutto quello che vuoi
- Peppe Barra - Napoli velata
- Alessandro Borghi - Fortunata
- Carlo Buccirosso - Ammore e malavita
- Elio Germano - La tenerezza

Migliore direttore della fotografia
- Gian Filippo Corticelli - Napoli velata
- Tim Curtin - A Ciambra
- Gianni Mammolotti - Malarazza - Una storia di periferia
- Luca Bigazzi - Sicilian Ghost Story
- Fabrizio Lucci - The Place

Migliore musicista
- Pivio e Aldo De Scalzi - Ammore e malavita
- Antonio Fresa, Luigi Scialdone - Gatta Cenerentola
- Franco Piersanti - La tenerezza
- Pasquale Catalano - Napoli velata
- Gatto Ciliegia contro il Grande Freddo - Nico, 1988

Migliore canzone originale
- Bang Bang (musica di Pivio e Aldo De Scalzi, testo di Nelson, interpretata da Serena Rossi, Franco Ricciardi e Giampaolo Morelli) - Ammore e malavita
- A chi appartieni (musica e testi di Dario Sansone, interpretata dai Foja) - Gatta Cenerentola
- Fidati di me (musica e testi di Mauro Pagani, interpretata da Massimo Ranieri e Antonella Lo Coco) - Riccardo va all'inferno
- Italy (musica di Anja Plaschg e Anton Spielmann, testi di Anja Plaschg e Soap&skIN, interpretata da Soap&skIN) - Sicilian Ghost Story
- The Place (musica di Marco Guazzone, Giovanna Gardelli, Matteo Curallo, Stefano Costantini, Edoardo Cicchinelli, testi di Marco Guazzone e Giovanna Gardelli, interpretata da Marianne Mirage) - The Place

Migliore scenografo
- Deniz Gokturk Kobanbay, Ivana Gargiulo - Napoli velata
- Noemi Marchica - Ammore e malavita
- Maurizio Sabatini - Brutti e cattivi
- Tonino Zera - La ragazza nella nebbia
- Giancarlo Basili - La tenerezza
- Luca Servino - Riccardo va all'inferno

Migliore costumista
- Daniela Salernitano - Ammore e malavita
- Massimo Cantini Parrini - Riccardo va all'inferno
- Nicoletta Taranta - Agadah
- Anna Lombardi - Brutti e cattivi
- Alessandro Lai - Napoli velata

Miglior truccatore
- Marco Altieri - Nico, 1988
- Veronica Luongo - Ammore e malavita
- Frédérique Foglia - Brutti e cattivi
- Maurizio Fazzini - Fortunata
- Roberto Pastore - Napoli velata
- Luigi Ciminelli, Emanuele De Luca, Valentina Iannuccilli - Riccardo va all'inferno

Miglior acconciatore
- Daniela Altieri - Nico, 1988
- Antonio Fidato - Ammore e malavita
- Sharim Sabatini - Brutti e cattivi
- Mauro Tamagnini - Fortunata
- Paola Genovese - Riccardo va all'inferno

Migliore montatore
- Affonso Gonçalves - A Ciambra
- Federico Maria Maneschi - Ammore e malavita
- Massimo Quaglia - La ragazza nella nebbia
- Stefano Cravero - Nico, 1988
- Consuelo Catucci - The Place

Miglior suono
- Adriano Di Lorenzo, Alberto Padoan, Marc Bastien, Éric Grattepain, Franco Piscopo - Nico, 1988
- Giuseppe Tripodi, Florian Fèvre, Julien Pérez - A Ciambra
- Lavinia Burcheri, Simone Costantino, Claudio Spinelli, Gianluca Basili, Sergio Basili, Antonio Tirinelli, Nadia Paone - Ammore e malavita
- Andrea Cutillo, Timeline Studio, Giorgio Molfini - Gatta Cenerentola
- Fabio Conca, Giuliano Marcaccini, Daniele De Angelis, Giuseppe D'Amato, Antonio Giannantonio, Dario Calvari, Alessandro Checcacci - Napoli velata

Migliori effetti digitali
- Mad Entertainment - Gatta Cenerentola
- Chromatica, Wonderlab, Hive Division - Addio fottuti musi verdi
- Palantir Digital - Ammore e malavita
- Autre Chose - Brutti e cattivi
- Frame by Frame - Monolith

Miglior documentario di lungometraggio
- La lucida follia di Marco Ferreri, regia di Anselma Dell'Olio
- '78 - Vai piano ma vinci, regia di Alice Filippi
- Evviva Giuseppe, regia di Stefano Consiglio
- Saro, regia di Enrico Maria Artale
- The Italian Jobs: Paramount Pictures e l'Italia, regia di Marco Spagnoli

Miglior cortometraggio
- Bismillah, regia di Alessandro Grande
- Confino, regia di Nico Bonomolo
- La giornata, regia di Pippo Mezzapesa
- Mezzanotte zero zero, regia di Nicola Conversa
- Pazzo & Bella, regia di Marcello Di Noto

Miglior film dell'Unione Europea
- The Square, regia di Ruben Östlund
- 120 battiti al minuto (120 battements par minute), regia di Robin Campillo
- Borg McEnroe, regia di Janus Metz
- Elle, regia di Paul Verhoeven
- Loving Vincent, regia di Dorota Kobiela e Hugh Welchman

Miglior film straniero
- Dunkirk, regia di Christopher Nolan
- L'insulto (L'insulte), regia di Ziad Doueiri
- La La Land, regia di Damien Chazelle
- Loveless (Neljubov'), regia di Andrej Zvjagincev
- Manchester by the Sea, regia di Kenneth Lonergan

Premio David Giovani
- Tutto quello che vuoi, regia di Francesco Bruni
- Gatta Cenerentola, regia di Alessandro Rak, Ivan Cappiello, Marino Guarnieri, Dario Sansone
- Gramigna - Volevo una vita normale, regia di Sebastiano Rizzo
- Sicilian Ghost Story, regia di Fabio Grassadonia e Antonio Piazza
- The Place, regia di Paolo Genovese

David speciale
- Stefania Sandrelli, alla carriera.[1]
- Steven Spielberg, alla carriera.[2]
- Diane Keaton, alla carriera.[3]